# Juan Belmonte
Juan Belmonte García (Sevilha, 14 de abril de 1892 — Utrera, 8 de abril de 1962) foi um matador de touros espanhol.
Figura cimeira e renovador absoluto do toureio a pé, por muitos considerado como o melhor matador de sempre, Juan Belmonte começou a tourear clandestinamente e à noite, integrado num grupo chamado Los Niños Sevillanos.  No limiar da idade adulta começou Belmonte a forjar a técnica que havia de revolucionar o toureio: ao executar as sortes, Juan permanecia numa proximidade quase absoluta do touro, quieto e erecto; ao passo que os outros se quitavam logo que lhe passavam a muleta. Nascia assim o toureio do século XX, sob o adágio de Belmonte, «no te quitas tú ni te quita el toro si sabes torear», assim respondendo à afirmação que um dia fizera o seu amigo e rival de arenas Joselito: «o te quitas tú o te quita el toro»

## Biografia
Filho de um comerciante mal remediado do bairro de Triana, Belmonte viveu uma infância solitária, marcada pela morte da mãe era ainda uma criança. Andou na escola entre os quatro e os oito anos, idade com começou a andar pelas ruas de Sevilha. Aos 11, com outros rapazes da sua idade, passou a ser parte de uma pandilla que, entre outras brincadeiras de adolescentes, se dedicava a tourear furtivamente, pelas noites dentro, nas ganadarias dos arredores de Sevilha.
Por essa altura o matador Antonio Montes Vico era a referência do grupo, onde também se arriscava no toureio o futuro líder anarquista Ángel Pestaña. Seria um bandarilheiro da quadrilha de Antonio Montes, de seu nome Calderón, quem arranjaria a Belmonte as primeiras oportunidades para atuar em público, além de o inserir nas tertúlias tauromáquicas. Também o ajudou a apurar a sua técnica, já que Belmonte foi completamente autodidata. Posteriormente, Calderón viria a ser membro da sua quadrilha durante muitos anos.
Foi em Portugal que Belmonte se vestiu pela primeira vez com o traje de luces, para atuar na praça de toiros de Elvas. Tinha 17 anos. Em 21 de julho de 1912 triunfou como novilheiro na Real Maestranza de Sevilla e foi levado em ombros até à sua casa.
Em 7 de outubro desse mesmo ano triunfava em Las Ventas, Madrid, numa corrida junto a Celita e Saleri II. O risco que já assumiu logo despertou a atenção do público, começando então a forjar-se a lenda do Pasmo de Triana.
A alternativa ocorreria em Las Ventas, na tarde de 16 de setembro de 1913, com Machaquito como padrinho (que nesse mesmo dia se retirava de matador) e com Rafael el Gallo, irmão mais velho de Joselito, como testemunha.